# Challenge Cup 2009-2010 (pallavolo maschile)
La Coppa CEV di pallavolo maschile 2009-2010 è stata la 30ª edizione del terzo torneo pallavolistico europeo per squadre di club; è iniziata con la fase di qualificazione il 2 dicembre 2009, si è conclusa con la final four di Perugia, il 28 marzo 2010. Al torneo hanno partecipato 46 squadre e la vittoria finale è andata per la prima volta al Perugia.

## Squadre partecipanti
| - Aich/Dob - Amriswil* - Ziraat Bankası - Halkbank - Azerneft - Baia Mare - Charlottenburg - Dinamo Bucarest* - Tomis Costanza* - Orion - Marek Junion-Ivkoni - Anorthōsīs* | - Chênois - Lycurgus - Hartberg - Chemes Humenné - Kakanj - Salonit Anhovo* - Kaposvár* - Lokomotyv Charkiv - Ribnica - Triglav Kranj - Waasland Kruibeke* - Asse-Lennik* | - Dukla Liberec* - Losanna UC* - Metalurh-Bela - Näfels - Omonia - Sutjeska Nikšić - Vojvodina - Pafiakos - Perugia - Stade Poitevin - GO Volley* | - Duvel Puurs - Perungan Pojat* - Foinikas Syro - Tampereen Isku* - Maccabi Tel Aviv - Arona - Studenti Tirana - Unterhaching* - HAOK Mladost* - Remat Zalău - Metallurg Zhlobin |

- * Provenienti dalla Coppa CEV

## Primo turno

### Squadre qualificate
| - Aich/Dob - Ziraat Bankası - Charlottenburg - Orion - Lycurgus - Chemes Humenné - Kakanj - Lokomotyv Charkiv | - Ribnica - Omonia - Perugia - Stade Poitevin - Duvel Puurs - Foinikas Syro - HAOK Mladost - Remat Zalău |

## Sedicesimi di finale

### Squadre qualificate
| - Aich/Dob - Amriswil - Ziraat Bankası - Charlottenburg - Chemes Humenné - Kakanj - Lokomotyv Charkiv - Ribnica | - Asse-Lennik - Dukla Liberec - Perugia - Stade Poitevin - GO Volley - Duvel Puurs - HAOK Mladost - Remat Zalău |

## Ottavi di finale

### Squadre qualificate
| - Ziraat Bankası - Charlottenburg - Lokomotyv Charkiv - Asse-Lennik - Dukla Liberec - Perugia - Stade Poitevin - HAOK Mladost |

## Quarti di finale

### Squadre qualificate
| - Charlottenburg - Dukla Liberec - Perugia - HAOK Mladost |

## Final four

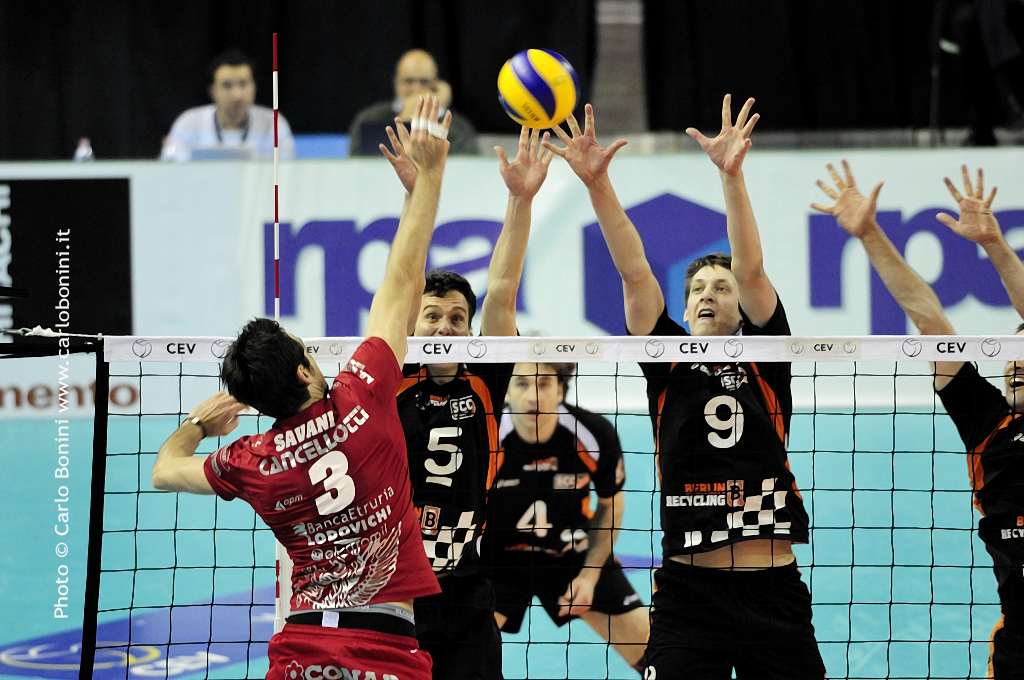
Un momento della semifinale tra i padroni di casa di Perugia e Charlottenburg al PalaEvangelisti, 27 marzo 2010.

La final four si è disputata al PalaEvangelisti di Perugia (Italia). Le semifinali si sono giocate il 27 marzo 2010, mentre la finale 3º/4º posto e la finale 1º/2º si sono giocate il giorno seguente.

### Finali 1º e 3º posto
|  | Semifinali     | Semifinali     | Semifinali |         |              | Finale             | Finale             | Finale             |  |
|  |                |                |            |         |              |                    |                    |                    |  |
|  | Dukla Liberec  | Dukla Liberec  | 0          |         |              |                    |                    |                    |  |
|  | Dukla Liberec  | Dukla Liberec  | 0          |         |              |                    |                    |                    |  |
|  | HAOK Mladost   | HAOK Mladost   | 3          |         |              |                    |                    |                    |  |
|  | HAOK Mladost   | HAOK Mladost   | 3          |         | HAOK Mladost | HAOK Mladost       | 0                  |                    |  |
|  |                |                |            |         | HAOK Mladost | HAOK Mladost       | 0                  |                    |  |
|  |                |                | Perugia    | Perugia | 3            |                    |                    |                    |  |
|  | Perugia        | Perugia        | Perugia    | Perugia | 3            | 3                  |                    |                    |  |
|  | Perugia        | Perugia        |            |         |              | 3                  |                    |                    |  |
|  | Charlottenburg | Charlottenburg | 0          |         |              | Finale 3º/4º posto | Finale 3º/4º posto | Finale 3º/4º posto |  |
|  | Charlottenburg | Charlottenburg | 0          |         |              |                    |                    |                    |  |
|  |                |                |            |         |              |                    |                    |                    |  |
|  |                |                |            |         |              | Dukla Liberec      | Dukla Liberec      | 1                  |  |
|  |                |                |            |         |              | Dukla Liberec      | Dukla Liberec      | 1                  |  |
|  |                |                |            |         |              | Charlottenburg     | Charlottenburg     | 3                  |  |